# Трајан (Занешти)
Трајан (рум. Traian) насеље је у Румунији у округу Њамц у општини Занешти. Oпштина се налази на надморској висини од 284 m.

## Становништво
Према подацима из 2002. године у насељу је живело 1124 становника, од којих су сви румунске националности.